# Альт-Ваймель
Альт-Ва́ймель (нем. Alt-Waimel, Вя́ймела, (эст. Väimela mõis) ― рыцарская мыза (имение) в волости Выру уезда Вырумаа в Эстонии.
Согласно историческому административному делению, мыза относилась к Пыльваскому приходу.

## История

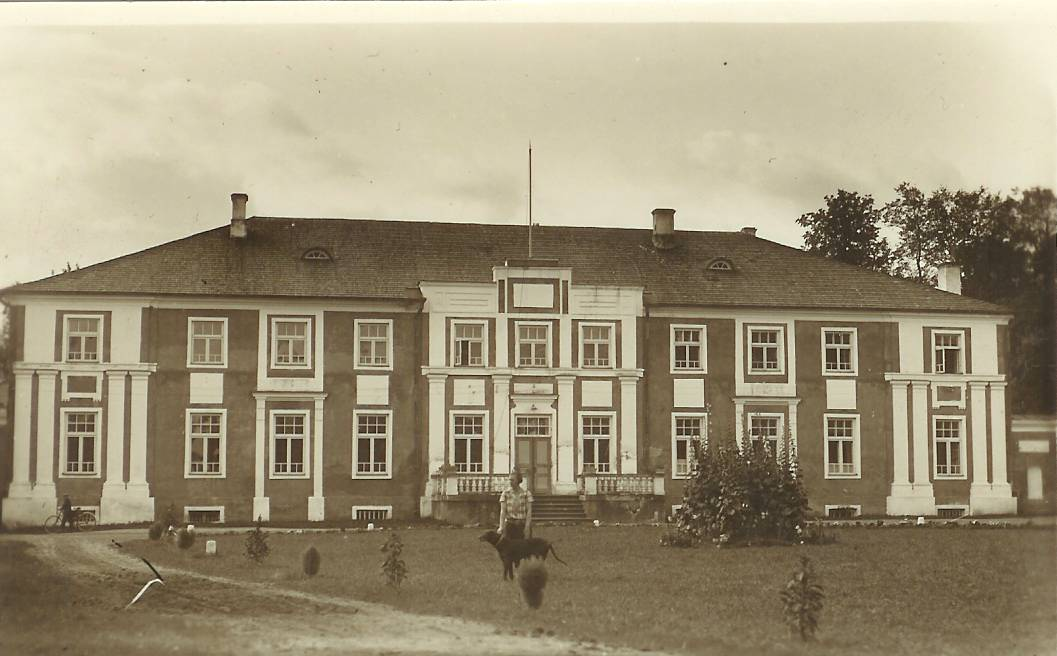
Господский дом мызы Альт-Ваймель в 1929 году

Первые упоминания о мызе относятся к 1590 году.
В 1744 году императрица Елизавета Петровна отдала часть земель бывшего замка Кирумпя — будущую мызу Альт-Ваймель — графу А. П. Бестужеву-Рюмину. В 1749 году Бестужев-Рюмин продал мызу Шарлотте Амалии фон Мюллер (Charlotte Amalie von Müller), которая, в свою очередь, в 1757 году продала её своему зятю Готхарду Иоганну фон Мюллеру (Gotthard Johann von Müller). Затем собственником мызы стали В. Шульман (V. Schulmann). В 1772 году владельцем этой земли стал барон Берндт Отто Ребиндер. C конца 18-го столетия мызой владели Рихтеры, в 1870 году её приобрёл Бернхард фон Лёвен (Bernhard von Loewen).
На военно-топографических картах Российской империи (1846—1863 годы), в состав которой входила Лифляндская губерния, мыза обозначена как Альтъ Ваймель.
В 1922—1991 годах главное здание мызы (господский особняк) было приспособлено под сельскохозяйственную школу. В настоящее время она носит название Вырумааский центр профессионального образования.
В 1919, 1950 и 2018 годах главное здание мызы пострадало от пожаров.

## Главное здание
Центром мызного комплекса является двухэтажный особняк в стиле историзма и эклектики.
Парадный фасад здания расчленён центральным ризалитом со ступенчатым фронтоном. Задняя терраса-лестница обрамлена флигелями. В декоре преобладают элементы дизайна в стиле раннего классицизма: пилястры, медальоны, гирлянды.
При инспектировании 13 марта 2020 года состояние здания было признано удовлетворительным.

## Мызный комплекс
Мызный комплекс Альт-Ваймель (Вяймела) в раннеклассическом стиле  со множеством хозяйственных построек возведён во времена Рихтеров, в начале 19-го столетия. Является одним из немногих полностью сохранившихся и самых красивых усадебных ансамблей в регионе.
Вокруг мызы разбит парк, площадь которого составляет 11,64 га. В парке растут преимущественно дубы, клёны и липы; из хвойных деревьев — лиственницы и альпийские кедровые сосны.
Главное здание мызы, парк и ещё 19 объектов мызного комплекса (амбар, хлев, каретный сарай, столярная мастерская, два жилых дома батраков и др.) внесены Государственный регистр памятников культуры Эстонии.

## Галерея

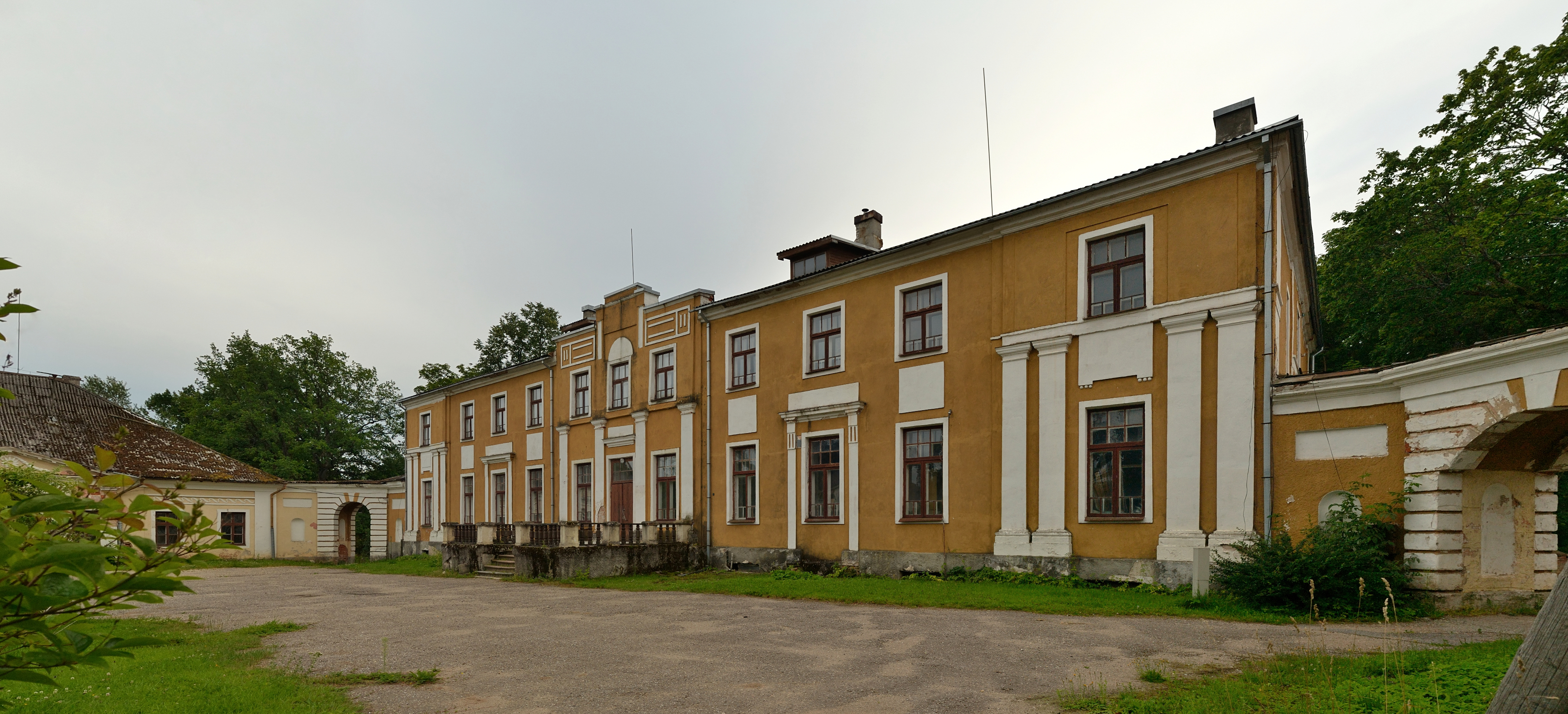
Главное здание мызы в 2012 году
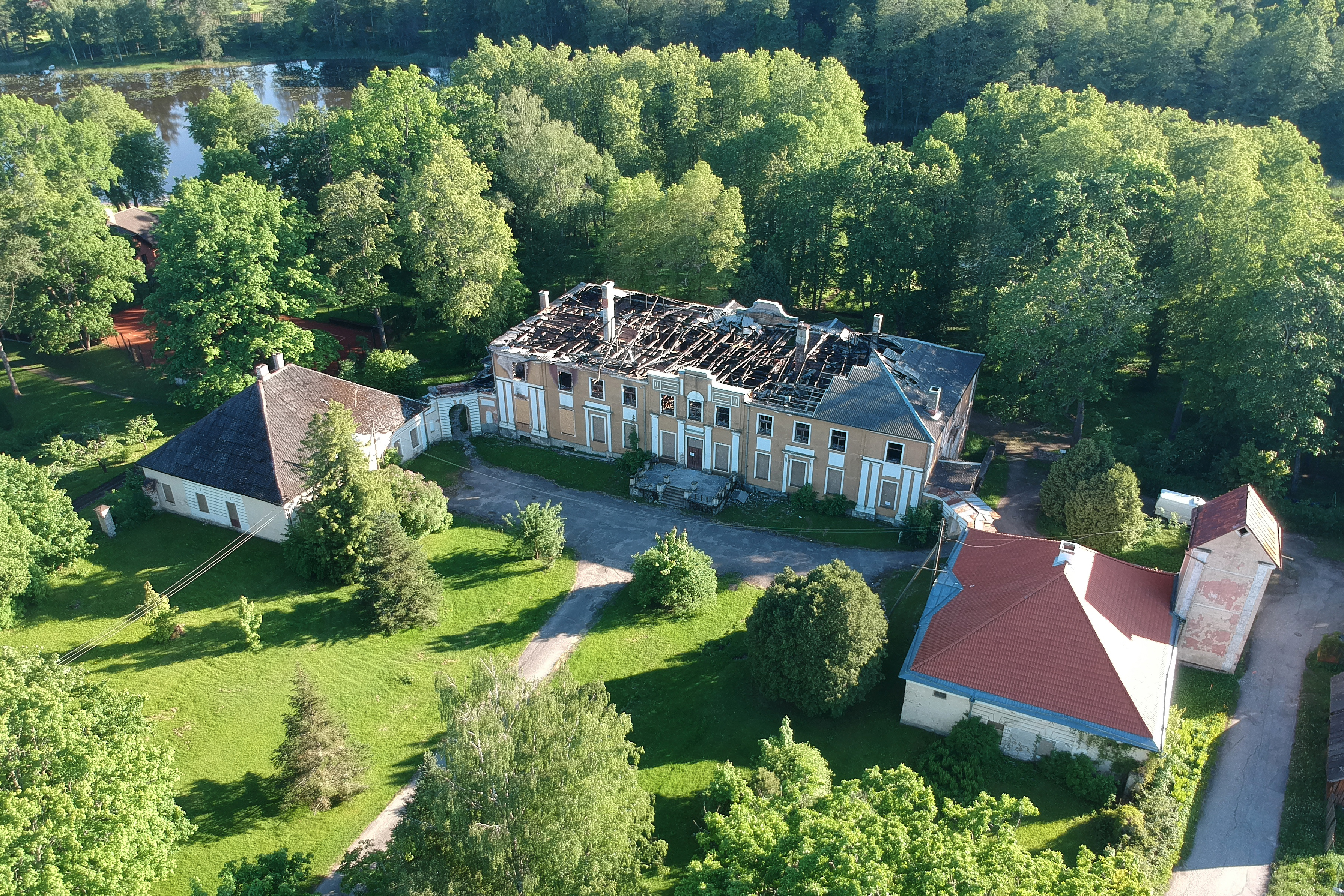
Мыза с высоты птичьего полёта, 2019 год
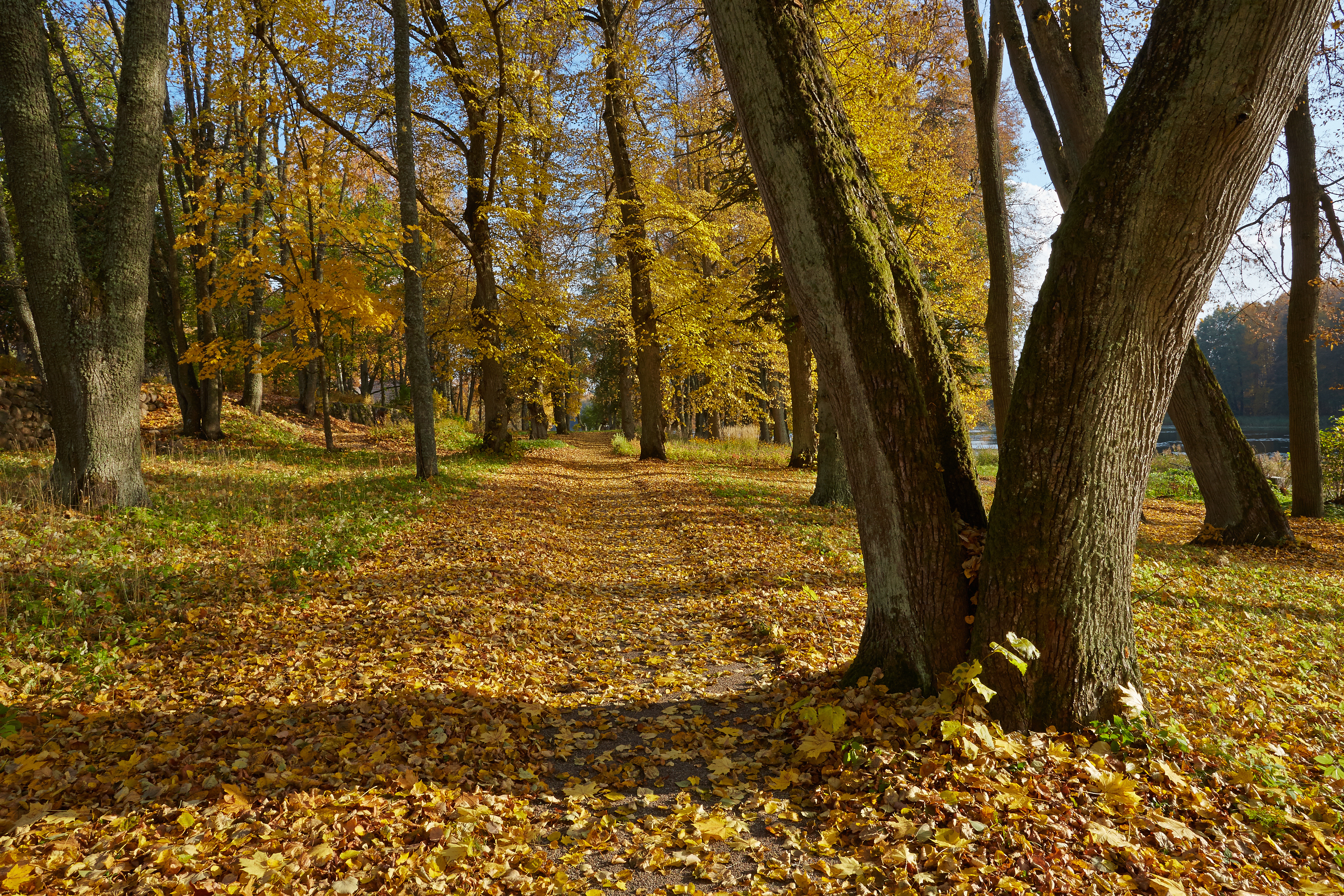
Парк
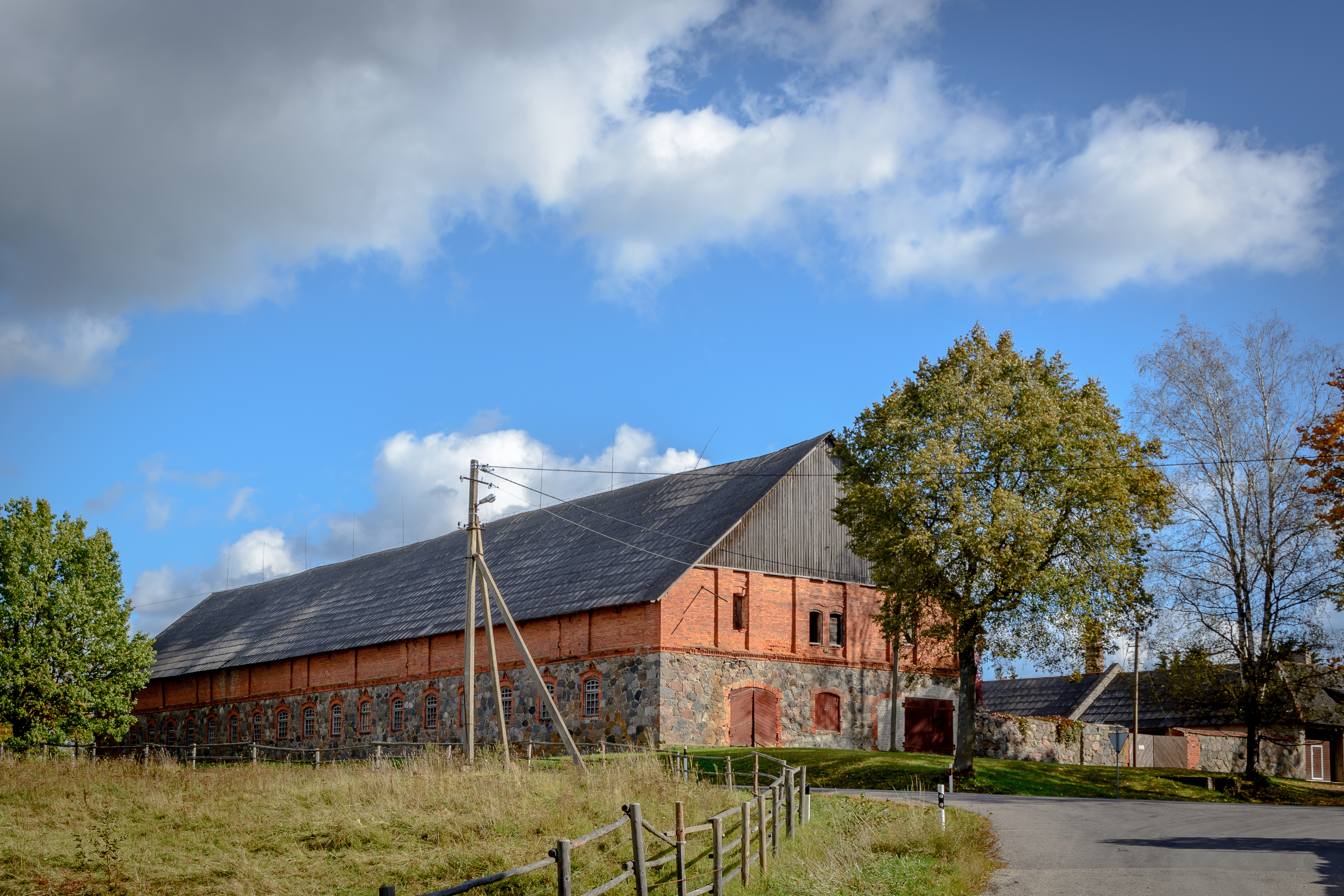
Хлев
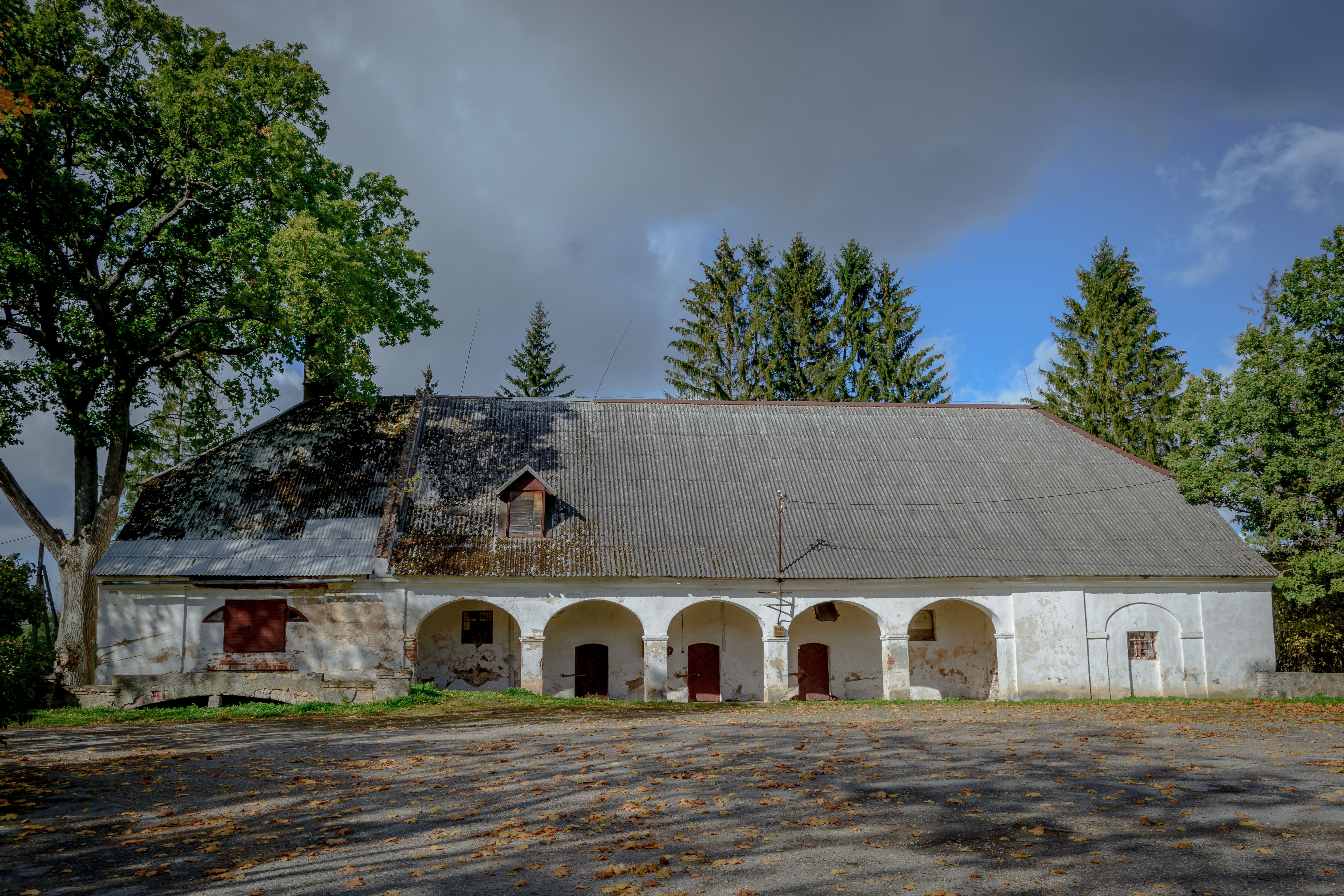
Амбар
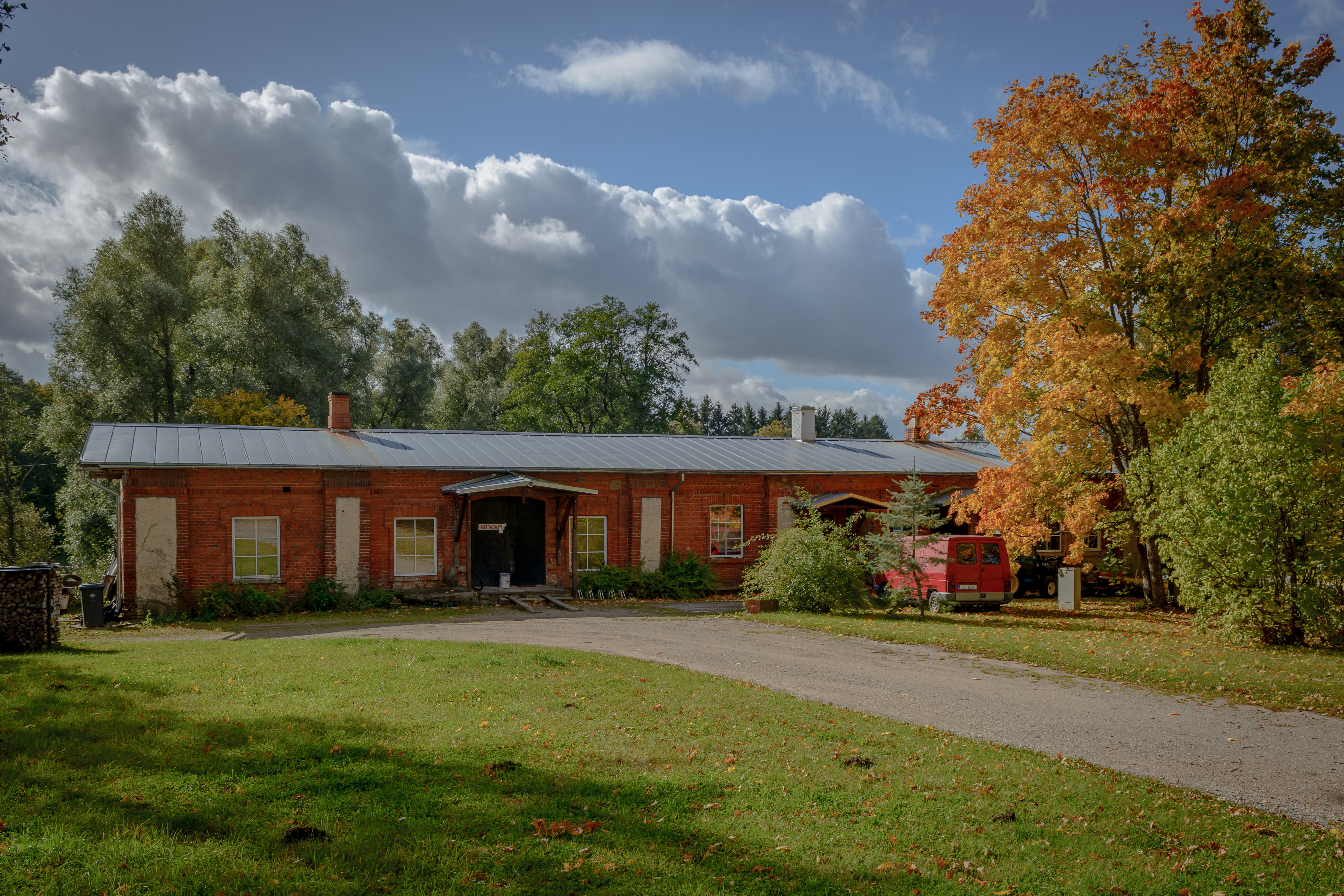
Маслобойня
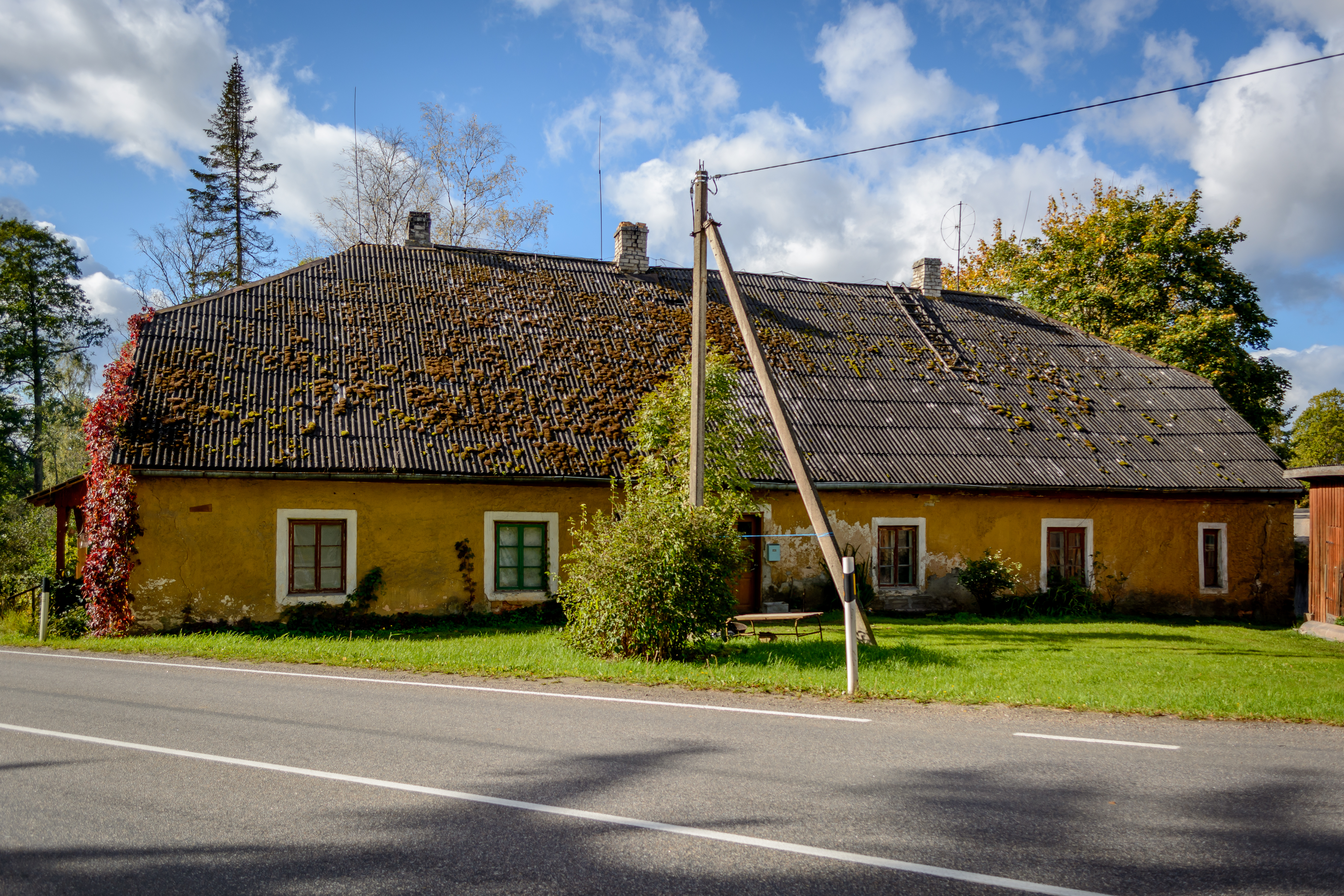
Корчевня
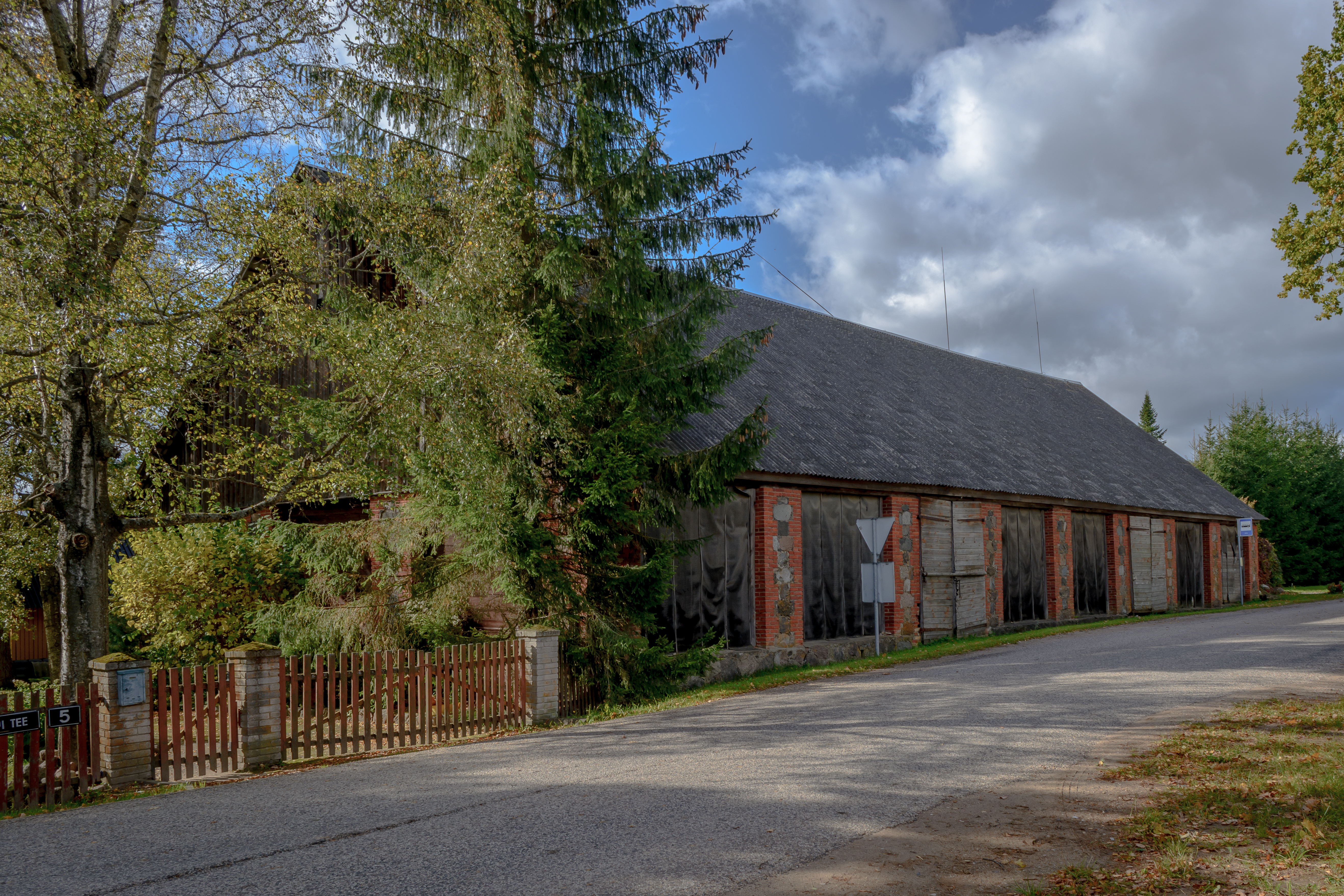
Сарай
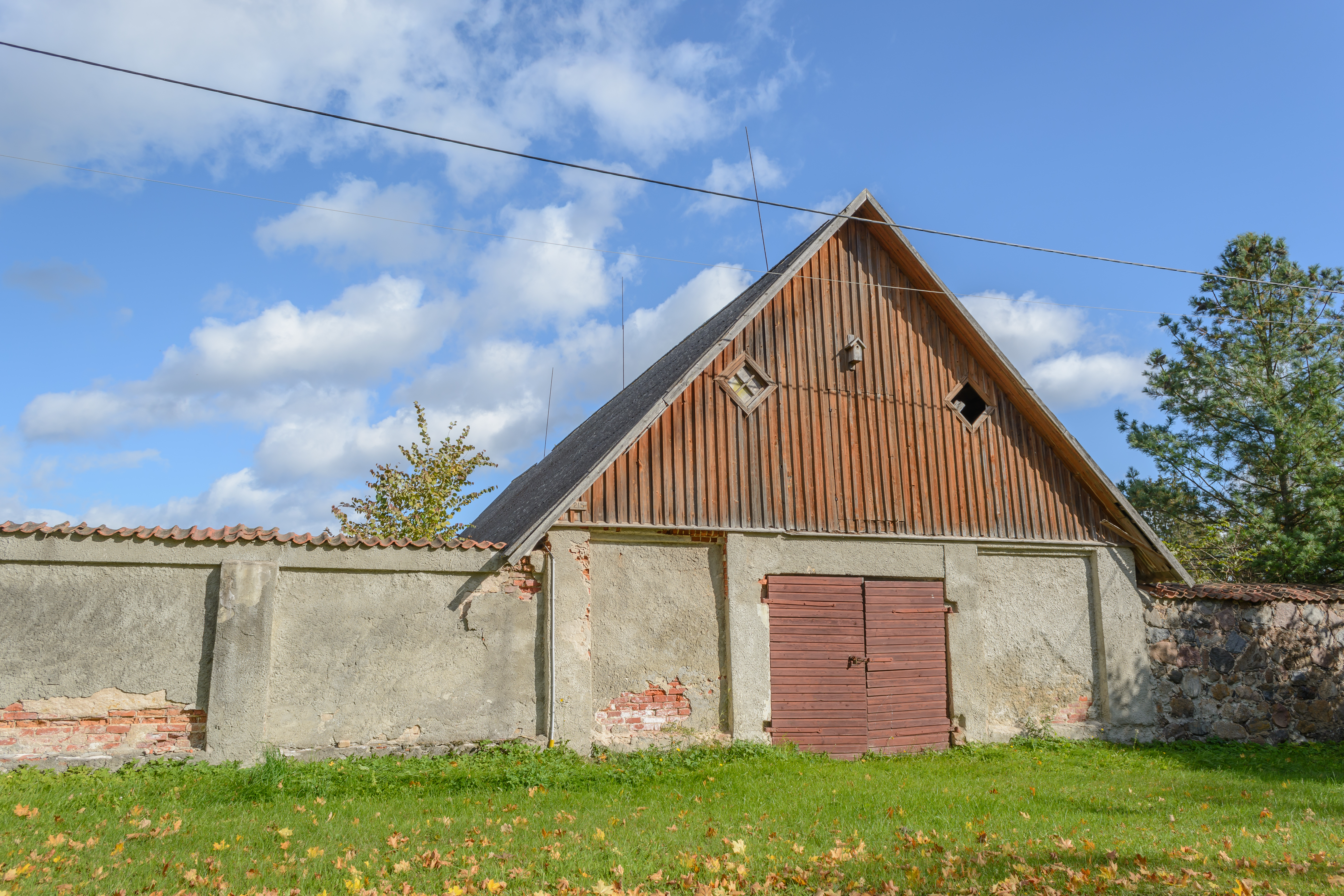
Хозяйственный домик садовника